# Samson & Gert 7
Samson & Gert 7 is het achtste cd-album van de serie Samson en Gert. Het album verscheen op 22 juni 1997. Op het album zijn de stemmen van Danny Verbiest als Samson en Gert Verhulst als Gert te horen. De backing vocals zijn Danny Caen, Piet van den Heuvel en Mieke Aerts. De teksten zijn vooral van Danny Verbiest, Gert Verhulst, Hans Bourlon en Ivo de Wijs. De muziek is van de hand van Johan Vanden Eede en Bob Davidse. In sommige liedjes zingt het koor De Wamblientjes mee o.l.v. Johan Waegeman.

## Tracklist
| 1.                   | Feest in de straat       | 3:49 |
| 2.                   | De duikboot              | 3:55 |
| 3.                   | Jimmy de cowboy          | 4:27 |
| 4.                   | Het spook van de opera   | 3:44 |
| 5.                   | Octaaf de klusjesman     | 3:14 |
| 6.                   | De trampoline            | 3:46 |
| 7.                   | Ochtendgymnastiek        | 3:54 |
| 8.                   | Spaghetti                | 3:26 |
| 9.                   | Stefanie van boer Teun   | 3:22 |
| 10.                  | Dromedaris               | 3:37 |
| 11.                  | SuperGert en SuperSamson | 3:47 |
| 12.                  | Welterusten              | 4:09 |
| 13.                  | Vrolijke vrienden        | 2:38 |
| Totale duur: ± 48.00 |                          |      |

## Hits

### Ultratop 50 Albums
Dit album stond in België van 5 juli 1997 tot 6 juni 1998 (43 weken) in de Ultratop 50 (Vlaanderen) waarvan het 7 weken op nummer 1 stond.

### Top 100 Albums
Dit album stond in Nederland van 6 september 1997 tot 27 september 1997 (4 weken) in de Album Top 100 waarvan het 1 week op nummer 42 stond.